# Virgilio Masciadri

Virgilio Masciadri 2009 in Aarau

Virgilio Rinaldo Masciadri (* 23. November 1963 in Aarau; † 8. Mai 2014 ebenda) war ein Schweizer Altphilologe, Lyriker, Schriftsteller und Lektor.

## Leben und Wirken
Virgilio Masciadri besuchte in Aarau die Alte Kantonsschule. An der Universität Zürich studierte er Klassische und Mittellateinische Philologie und wurde daselbst promoviert und habilitiert und lehrte als Privatdozent.
Er nahm Lehraufträge an der Universität Zürich und an Gymnasien in Zürich und Aarau wahr. Er erhielt ein Stipendium des Schweizerischen Nationalfonds und wirkte in Paris an einem Projekt zur antiken Mythologie mit.
1990 erhielt er einen Förderungsbeitrag des Aargauer Kuratoriums für seine Gedichte. Daneben verfasste er selbst auch Literaturkritiken. Zwei Jahre später brachte die Literaturzeitschrift Orte erste Texte von Masciadri heraus (Heimatveränderung). Den Gedichtband Gespräche zu Fuss veröffentlichte Masciadri 1998. Es folgten eine Reihe von Romanen und Krimis.

## Schriften (Auswahl)
- Allee ohne Laub, Gedichte aus dem Nachlass, Edition Bücherlese, Hitzkirch 2017, ISBN 978-3-906907-05-5
- Das Problem der Kentauren – Die Griechen und das Wunderbare. Schriften zur Symbolforschung, 16:1-27, Pano-Verlag, Zürich 2012, doi:10.5167/uzh-67372.
- Das Lied vom knarrenden Parkett. Orte-Verlag, Oberegg  2010, ISBN 978-3-85830-152-9.
- Dämonen im Murimoos. Orte-Verlag, Oberegg 2009, ISBN 978-3-85830-150-5.
- Eine Insel im Meer der Geschichten. Untersuchungen zu Mythen aus Lemnos. Habilitationsschrift. Steiner, Stuttgart 2008, ISBN 978-3-515-08818-3.
- Schnitzeljagd in Monastero. Orte-Verlag, Zürich 2003, ISBN 3-85830-122-1.
- Wegen Marianne. Orte-Verlag, Zelg-Wolfhalden/Zürich 2002, ISBN 3-85830-113-2.
- Gespräche zu Fuss.  Orte-Verlag, Zelg-Wolfhalden/Zürich 1998, ISBN 3-85830-097-7.
- Die antike Verwechslungskomödie. Dissertation. Verlag für Wissenschaft und Forschung, Stuttgart 1996, ISBN 3-476-45158-5.